# Paraphaula porosa
Paraphaula porosa là một loài bọ cánh cứng trong họ Cerambycidae.